# José Calado
José António Calado da Silva (ur. 1 marca 1974 w Lizbonie) – portugalski piłkarz grający na pozycji środkowego pomocnika. W swojej karierze rozegrał 4 mecze w reprezentacji Portugalii.

## Kariera klubowa
Swoją karierę piłkarską Calado rozpoczął w klubie Casa Pia AC. Zadeiutował w nim w 1991 roku. W 1992 roku przeszedł do Estreli Amadora. 25 września 1993 zadebiutował w pierwszej lidze portugalskiej w zremisowanym 2:2 domowym meczu z União Madeira. W Estreli grał przez dwa sezony.
Latem 1995 roku Calado przeszedł do Benfiki. W Benfice swój debiut zanotował 9 września 1995 w zremisowanym 1:1 domowym meczu z Vitórią Guimarães. W sezonie 1995/1996 zdobył z Benfiką Puchar Portugalii. W Benfice występował do końca sezonu 2000/2001.
Latem 2001 roku Calado został zawodnikiem Realu Betis. Swój debiut w Primera División zaliczył 8 września 2001 w zwycięskim 2:0 domowym spotkaniu z Espanyolem. Zawodnikiem Betisu był przez dwa sezony.
W 2003 roku Calado został piłkarzem klubu Segunda División, Polideportivo Ejido. Grał w nim do końca sezonu 2005/2006. W 2007 roku został zawodnikiem cypryjskiego APOP Kinyras Peyias, w którym spędził sezon 2007/2008. W latach 2008–2010 grał w AEP Pafos, w którym zakończył swoją karierę.
| Sezon   | Klub                | Kraj       | Rozgrywki                 | Mecze | Bramki |
| ------- | ------------------- | ---------- | ------------------------- | ----- | ------ |
| 1991/92 | Casa Pia AC         | Portugalia | III. liga                 | ?     | ?      |
| 1992/93 | Estrela Amadora     | Portugalia | Primeira Liga             | 0     | 0      |
| 1993/94 | Estrela Amadora     | Portugalia | Primeira Liga             | 21    | 3      |
| 1994/95 | Estrela Amadora     | Portugalia | Primeira Liga             | 25    | 0      |
| 1995/96 | SL Benfica          | Portugalia | Primeira Liga             | 14    | 0      |
| 1996/97 | SL Benfica          | Portugalia | Primeira Liga             | 24    | 0      |
| 1997/98 | SL Benfica          | Portugalia | Primeira Liga             | 29    | 2      |
| 1998/99 | SL Benfica          | Portugalia | Primeira Liga             | 24    | 0      |
| 1999/00 | SL Benfica          | Portugalia | Primeira Liga             | 28    | 2      |
| 2000/01 | SL Benfica          | Portugalia | Primeira Liga             | 19    | 0      |
| 2001/02 | Real Betis          | Hiszpania  | Primera División          | 12    | 1      |
| 2002/03 | Real Betis          | Hiszpania  | Primera División          | 8     | 0      |
| 2003/04 | Polideportivo Ejido | Hiszpania  | Segunda División          | 30    | 7      |
| 2004/05 | Polideportivo Ejido | Hiszpania  | Segunda División          | 36    | 6      |
| 2005/06 | Polideportivo Ejido | Hiszpania  | Segunda División          | 34    | 2      |
| 2007/08 | APOP Kinyras Peyias | Cypr       | Protathlima A’ Kategorias | 26    | 3      |
| 2008/09 | AEP Pafos           | Cypr       | Protathlima A’ Kategorias | 26    | 2      |
| 2009/10 | AEP Pafos           | Cypr       | Protathlima A’ Kategorias | 13    | 0      |

## Kariera reprezentacyjna
W reprezentacji Portugalii Calado zadebiutował 26 stycznia 1995 roku w zremisowanym 1:1 meczu Skydome Cup 1995 z Kanadą, rozegranym w Toronto. W 1996 roku zagrał na Igrzyskach Olimpijskich w Atlancie, na których zajął z Portugalią 4. miejsce. Od 1995 do 1998 roku rozegrał w kadrze narodowej 4 mecze.
| Mecze i gole w reprezentacji | Mecze i gole w reprezentacji | Mecze i gole w reprezentacji | Mecze i gole w reprezentacji | Mecze i gole w reprezentacji | Mecze i gole w reprezentacji | Mecze i gole w reprezentacji |
| #                            | Data                         | Stadion                      | Rywal                        | Wynik                        | Gol                          | Rozgrywki                    |
| 1995                         | 1995                         | 1995                         | 1995                         | 1995                         | 1995                         | 1995                         |
| ---------------------------- | ---------------------------- | ---------------------------- | ---------------------------- | ---------------------------- | ---------------------------- | ---------------------------- |
| 1.                           | 26.01.1995                   | Toronto, Kanada              | Kanada                       | 1:1                          | 0                            | Skydome Cup 1995             |
| 2.                           | 29.01.1995                   | Toronto, Kanada              | Dania                        | 1:0                          | 0                            | Skydome Cup 1995             |
| 1998                         |                              |                              |                              |                              |                              |                              |
| 3.                           | 22.04.1998                   | Londyn, Anglia               | Anglia                       | 0:3                          | 0                            | towarzyski                   |
| 4.                           | 19.08.1998                   | Ponta Delgada, Portugalia    | Mozambik                     | 2:1                          | 0                            | towarzyski                   |